# Liste der Baudenkmäler in Priesendorf
Auf dieser Seite sind die Baudenkmäler in der oberfränkischen Gemeinde Priesendorf zusammengestellt. Diese Tabelle ist eine Teilliste der Liste der Baudenkmäler in Bayern. Grundlage ist die Bayerische Denkmalliste, die auf Basis des Bayerischen Denkmalschutzgesetzes vom 1. Oktober 1973 erstmals erstellt wurde und seither durch das Bayerische Landesamt für Denkmalpflege geführt wird. Die folgenden Angaben ersetzen nicht die rechtsverbindliche Auskunft der Denkmalschutzbehörde.
 Diese Liste gibt den Fortschreibungsstand vom 10. September 2023 wieder und enthält 7 Baudenkmäler.

## Baudenkmäler nach Gemeindeteilen

### Priesendorf
| Lage                                   | Objekt                                   | Beschreibung | Akten-Nr.             | Bild           |
| -------------------------------------- | ---------------------------------------- | --- | --------------------- | -------------- |
| Am Weg nach Lembach                    | Bildstock                                | Um 1690/1710; nicht nachqualifiziert, im Bayerischen Denkmalatlas nicht kartiert                                                                                                  | D-4-71-173-6          | BW             |
| Hauptstraße 18 (Standort)              | Bildstock                                | Sogenannte Dreifaltigkeitsmarter, Rundschaft mit vierseitigem Aufsatz und drei Blechbildtafeln, bekrönendes zweifaches Eisenkreuz, um 1800; ursprünglich am östlichen Ortsausgang | D-4-71-173-5          | weitere Bilder |
| Hauptstraße 20, am Friedhof (Standort) | Katholische Marienkapelle                | Saalbau mit Eckpilastern und Satteldach, eingezogener Chor mit Chorflankenturm und Sakristeianbau, im Kern 18. Jahrhundert, Veränderungen 1820 und 1880; mit Ausstattung          | D-4-71-173-2 Wikidata | weitere Bilder |
| Hauptstraße 40 (Standort)              | Pfarrhaus                                | Zweigeschossiger Mansardwalmdachbau auf hohem Sockel, Ecklisenen, 1750 | D-4-71-173-3          | weitere Bilder |
| Im Kulm 1 (Standort)                   | Bauernhaus                               | Eingeschossiger Satteldachbau, Sandsteinquader, um 1900 | D-4-71-173-4          | weitere Bilder |
| Pfarrer-Schöller-Ring 1 (Standort)     | Katholische Pfarrkirche St. Bartholomäus | Saalbau mit flachem Satteldach, Bruchsteinmauerwerk aus Sandstein, Chorseitenturm mit Faltdach, Sakristeianbau, 1931 von Fritz Fuchsenberger; mit Ausstattung                     | D-4-71-173-1          | weitere Bilder |

### Neuhausen
| Lage                              | Objekt                       | Beschreibung | Akten-Nr.    | Bild |
| --------------------------------- | ---------------------------- | --- | ------------ | ---- |
| Nähe Mittelgrundstraße (Standort) | Katholische Kapelle St. Anna | Eingezogene Apsis, Giebelfassade Sandsteinquader, Satteldach mit Giebelreiter, neuromanisch, 1864; mit Ausstattung | D-4-71-173-8 | BW   |